# Всероссийский открытый конкурс органистов
Всероссийский открытый конкурс органистов — конкурс исполнителей на органе, проводящийся на территории России.
Первый конкурс состоялся в марте 1988 года в Москве и стал одним из первых мероприятий, инициированных Ассоциацией органистов и органных мастеров, созданной в 1987 году в рамках Всесоюзного музыкального общества (позднее — Международного союза музыкальных деятелей). Председателем жюри был известный композитор и органист Олег Янченко. Конкурс проходил в Органном зале Государственного центрального музея музыкальной культуры имени М. И. Глинки, заключительный концерт конкурса — в Концертном зале имени П. И. Чайковского. Победителями (лауреатами) конкурса стали Юрий Крячко, Марина Загорская и Александр Титов.
Второй Всероссийский открытый конкурс органистов состоялся в 1991 году в Казани.
Третий Всероссийский открытый конкурс органистов был проведён в 1996 году в Кисловодске. Первую премию разделили Светлана Бережная (Кисловодск) и Виктор Ряхин (Архангельск), третью получил Михаил Дегтярёв (Санкт-Петербург). «Залы были полны, жюри блистало именами, но самое главное — среди конкурсантов преобладала молодежь, которая продемонстрировала не только уверенную технику, владение классическим репертуаром, но и вкус к современным произведениям», — отмечал по этому поводу журнал «Огонёк».
Четвёртый Всероссийский открытый конкурс органистов прошёл в 2000 году.
Пятый Всероссийский открытый конкурс органистов состоялся в 2007 году в Казани. Первой премии был удостоен Тарас Багинец (Екатеринбург), вторую премию разделили Юлия Юферева (Санкт-Петербург) и Алексей Вылегжанин (Новосибирск), третью — Дмитрий Ушаков (Казань) и Филипп Крайст (Любек).